# Undulierende Zahl
Eine undulierende Zahl ist eine natürliche Zahl, deren Ziffern in der Darstellung zu irgendeiner Basis in dem Wechsel größer und wieder kleiner werden, beispielsweise ist 979342956 eine undulierende Zahl (zu der Basis 10), und deren Darstellung zu dieser Basis mindestens zwei Ziffern hat. Eine undulierende Zahl heißt glatt undulierend, falls nur zwei verschiedene Ziffern in ihr vorkommen, also etwa 828282828 (zu der Basis 10). Eine zweifach glatt undulierende Zahl ist eine Zahl, die in zwei unterschiedlichen Stellenwertsystemen glatt undulierend ist, beispielsweise ist 10 zweifach glatt undulierend, da sie sowohl in dem Binärsystem ({\displaystyle 10=[1010]_{2}}) als auch in dem Ternärsystem ({\displaystyle 10=[101]_{3}}) glatt undulierend ist. 10 ist die kleinste zweifach glatt undulierende Zahl. Der Begriff der undulierenden Zahl ist eine Prägung des Wissenschaftsjournalisten Clifford A. Pickover.

## Beispiele
Die folgenden Zahlen sind die ersten glatt undulierenden Zahlen zur Basis 10, die größer als 100 sind:
101, 121, 131, 141, 151, 161, 171, 181, 191, 202, 212, 232, 242, 252, 262, 272, 282, 292, 303, 313, 323, 343, 353, 363, 373, 383, 393, 404, 414, 424, 434, 454, 464, 474, 484, 494, 505, 515, 525, 535, 545, 565, 575, 585, 595, 606, 616, 626, 636, 646, 656, … (Folge A046075 in OEIS)
Die folgenden Zahlen sind die ersten undulierenden Primzahlen zur Basis 10, die kleiner als 500 sind (wobei die einstelligen Zahlen in der Online-Enzyklopädie der Zahlenfolgen OEIS gelistet werden und hier zwar erwähnt, aber in Klammer geschrieben werden, weil sie die Bedingung nicht erfüllen, mindestens zweistellig zu sein):
(2, 3, 5, 7), 13, 17, 19, 23, 29, 31, 37, 41, 43, 47, 53, 59, 61, 67, 71, 73, 79, 83, 89, 97, 101, 103, 107, 109, 131, 151, 163, 173, 181, 191, 193, 197, 241, 251, 263, 271, 281, 283, 293, 307, 313, 317, 353, 373, 383, 397, 401, 409, 419, 439, 461, 463, 487, 491, … (Folge A059168 in OEIS)
Die folgenden Zahlen sind die ersten glatt undulierenden Primzahlen zur Basis 10, die kleiner als 400.000.000 sind:
(2, 3, 5, 7), 13, 17, 19, 23, 29, 31, 37, 41, 43, 47, 53, 59, 61, 67, 71, 73, 79, 83, 89, 97, 101, 131, 151, 181, 191, 313, 353, 373, 383, 727, 757, 787, 797, 919, 929, 18181, 32323, 35353, 72727, 74747, 78787, 94949, 95959, 1212121, 1616161, 323232323, 383838383, … (Folge A032758 in OEIS)
Die folgenden Zahlen sind die ersten glatt undulierenden Quadratzahlen zur Basis 10:
(0, 1, 4, 9), 16, 25, 36, 49, 64, 81, 121, 484, 676, 69696, … (Folge A016073 in OEIS)
Es gibt keine nächste glatt undulierende Quadratzahl, die weniger als eine Million Stellen hat.
Die nächste Zahlenfolge {\displaystyle a_{i}} stellt die ersten kleinstmöglichen glatt undulierenden Zahlen zur Basis 10 dar, bei der die n-te Zahl durch n teilbar ist (zum Beispiel ist die 17. Zahl dieser Zahlenfolge 272, und tatsächlich ist {\displaystyle a_{17}=272=16\cdot 17}):
101, 202, 141, 212, 505, 252, 161, 232, 171, 1010, 121, 252, 494, 252, 525, 272, 272, 252, 171, 2020, 252, 242, 161, 696, 525, 494, 2727, 252, 232, 3030, 434, 3232, 363, … (Folge A252664 in OEIS)
Die einzige glatt undulierende Potenz {\displaystyle n^{p}} mit {\displaystyle 3\leq p\leq 31}, die weniger als 100 Stellen hat, ist {\displaystyle 7^{3}=343}.
Eine 99-stellige glatt undulierende Primzahl  ist {\displaystyle p=7+720\cdot {\frac {100^{49}-1}{99}}} und lautet ausgeschrieben:
727.272.727.272.727.272.727.272.727.272.727.272.727.272.727.272.727.272.727.272.727.272.727.272.727.272.727.272.727.272.727.272.727